# François Groleau
François Groleau (* 23. Januar 1973 in Longueuil, Québec) ist ein ehemaliger kanadischer Eishockeyspieler.

## Spielerkarriere
Der 1,83 m große Verteidiger begann seine Karriere bei den Shawinigan Cataractes und den Saint-Jean Lynx in der kanadischen Juniorenliga QMJHL, bevor er beim NHL Entry Draft 1991 als 41. in der zweiten Runde von den Calgary Flames ausgewählt wurde.
Allerdings absolvierte der Linksschütze niemals ein NHL-Spiel für die Flames und wurde nur bei deren Farmteam, den Saint John Flames in der American Hockey League eingesetzt. Auch seine weitere Zeit in Nordamerika verbrachte Groleau bei tiefklassigeren Mannschaften, seine einzigen acht NHL-Einsätze bestritt er zwischen 1995 und 1998 für die Montréal Canadiens. Zur Saison 1998/99 wechselte der Kanadier zu den Augsburger Panthern in die Deutsche Eishockey Liga, nach einem Jahr in Deutschland kehrte er allerdings wieder nach Nordamerika zurück, um für die Quebec Citadelles in der AHL zu spielen.
2000 wechselte Francois Groleau zu den Adler Mannheim, mit denen er schon in seiner ersten Saison die Deutsche Meisterschaft gewinnen konnte und für die er insgesamt fünf Jahre lang spielte. Nach einer weiteren DEL-Saison beim EV Duisburg unterschrieb Groleau zur Saison 2006/07 einen Vertrag beim EHC Black Wings Linz, mit dem er das Play-off-Halbfinale erreichen konnte und dort am späteren Vizemeister EC VSV scheiterte. Zur Saison 2008/09 unterschrieb er einen Vertrag bei den Diables Rouges de Briançon in der Ligue Magnus. Dort spielte er zwei Jahre und gewann 2010 den Coupe de France. Im Oktober 2010 unterschrieb Groleau einen Vertrag bei den Isothermic de Thetford Mines in der Ligue Nord-Américaine de Hockey. Groleaus Engagement für die Isothermic endete 2013, in den Spielzeiten 2013/14 und 2014/15 blieb er ohne Verein. Zur Saison 2015/16 kehrte François Groleau an seine alte Wirkungsstätte zurück und spielte nochmals für das inzwischen in Assurancia de Thetford umbenannte Team aus Thetford Mines.

## Erfolge und Auszeichnungen
- 1990 QMJHL Second All-Star Team
- 1990 Trophée Raymond Lagacé
- 1992 QMJHL First All-Star Team
- 1992 CHL Third All-Star Team
- 1992 Trophée Émile Bouchard
- 2001 Deutscher Meister mit den Adler Mannheim
- 2010 Coupe de France-Gewinn mit den Diables Rouges de Briançon

## Karrierestatistik
(Legende zur Spielerstatistik: Sp oder GP = absolvierte Spiele; T oder G = erzielte Tore; V oder A = erzielte Assists; Pkt oder Pts = erzielte Scorerpunkte; SM oder PIM = erhaltene Strafminuten; +/− = Plus/Minus-Bilanz; PP = erzielte Überzahltore; SH = erzielte Unterzahltore; GW = erzielte Siegtore; 1 Play-downs/Relegation; Kursiv: Statistik nicht vollständig)